# Société anonyme des Nouveaux Charbonnages de l'Arbre Saint-Michel

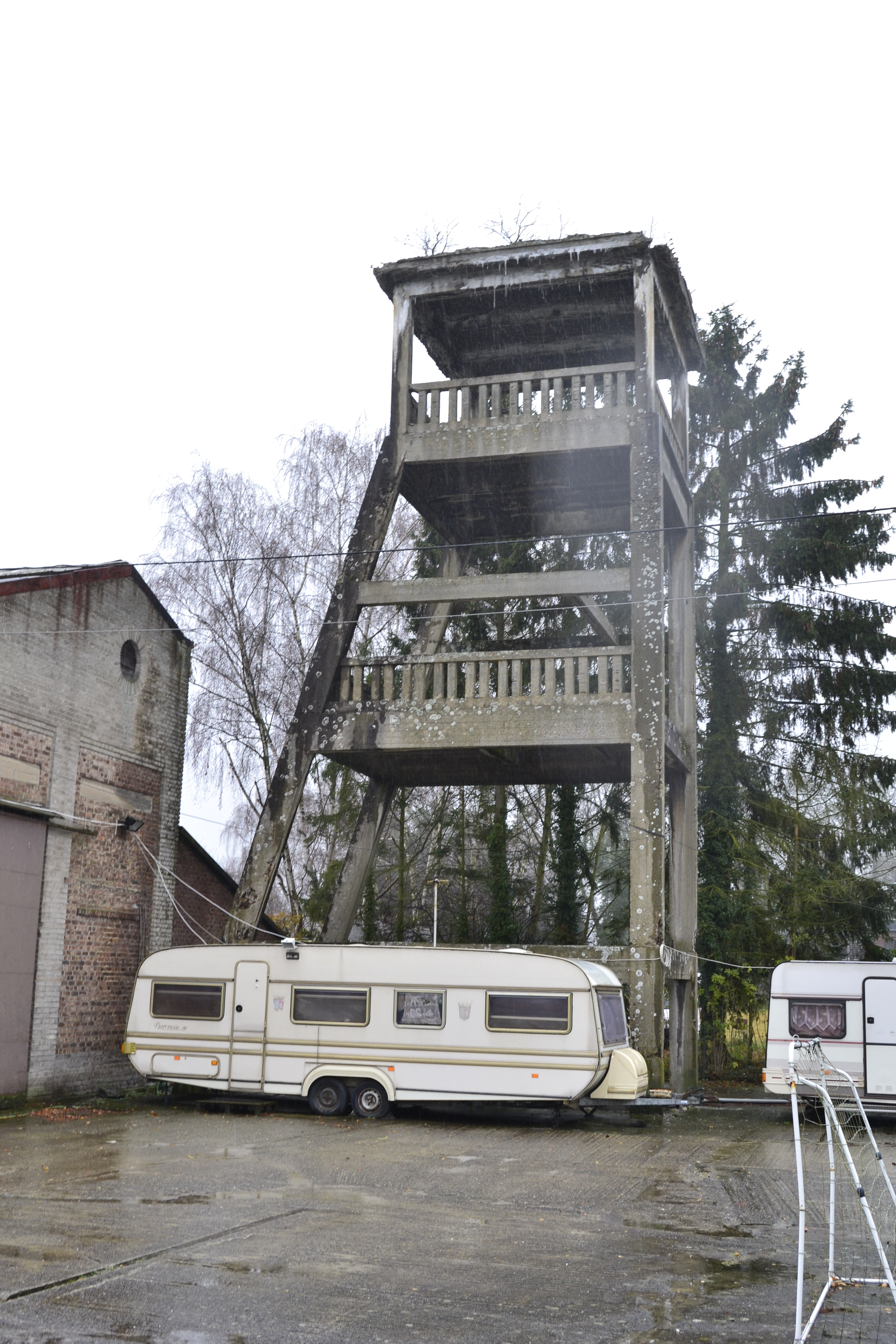
La belle-fleur de l'ancien charbonnage de Halette.

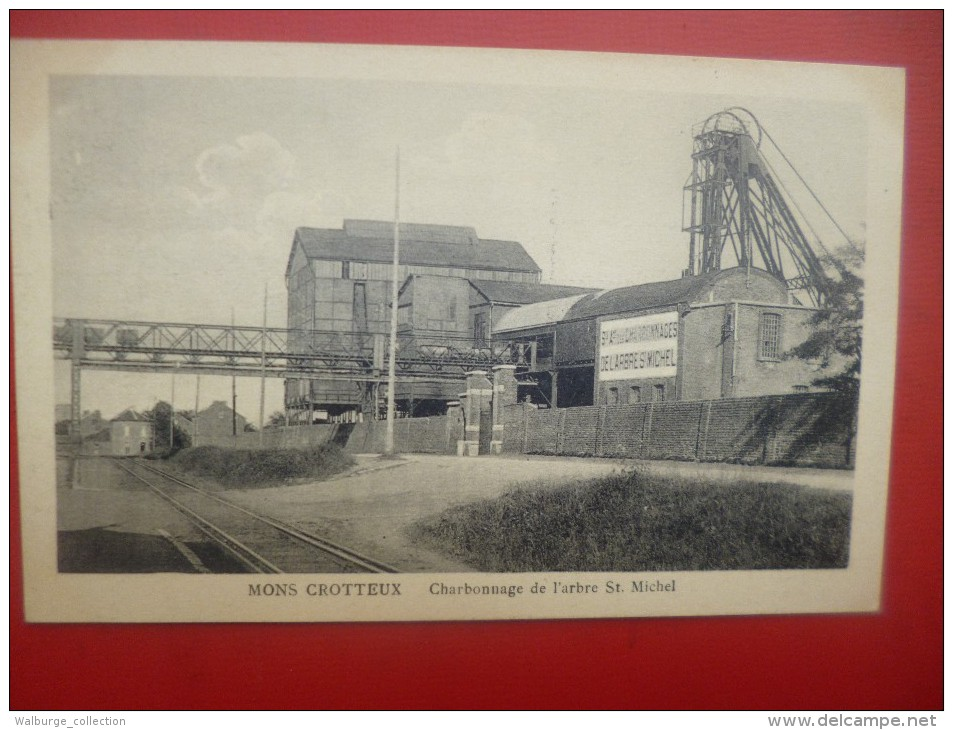
L'ancien charbonnage sur le site Halette.

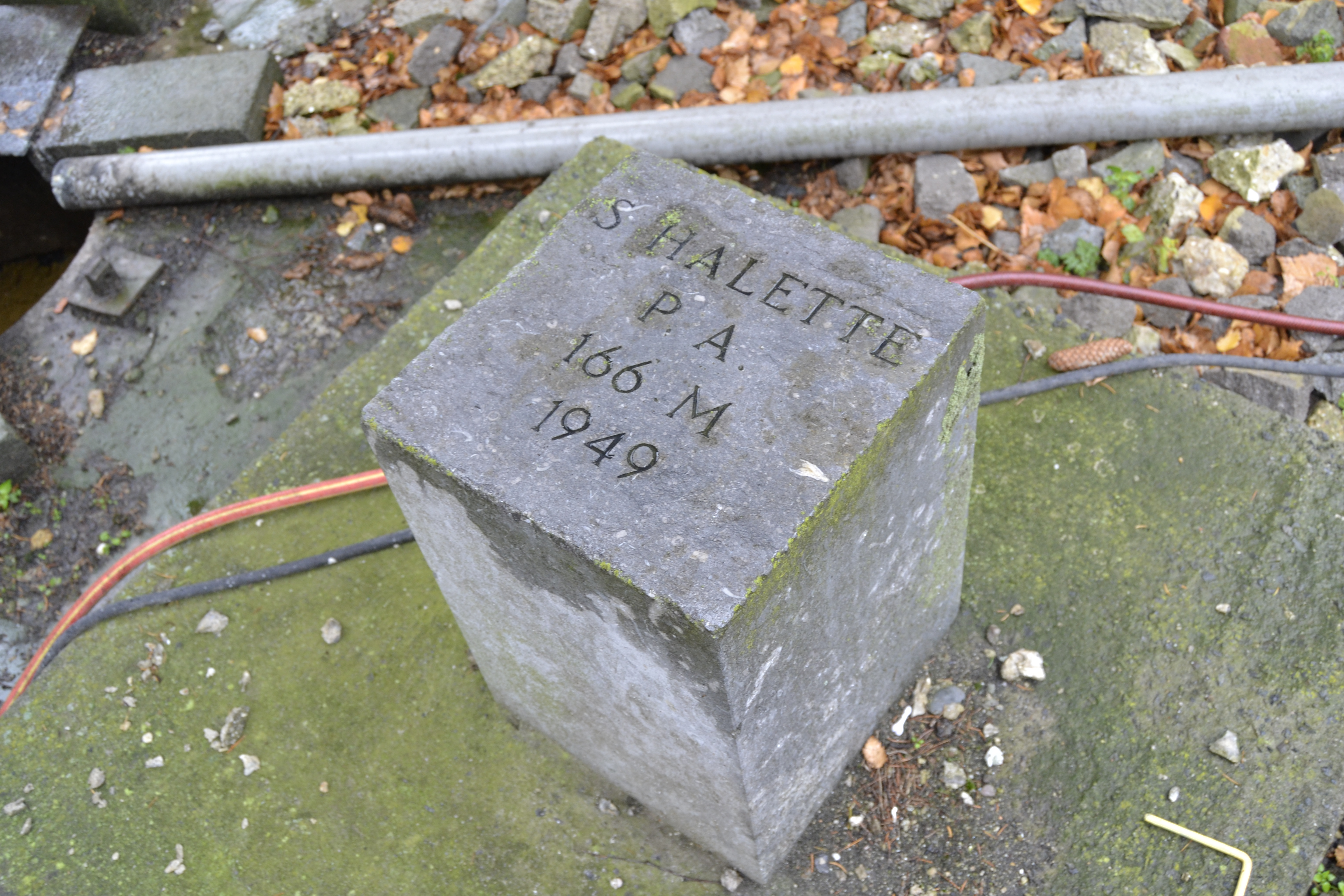
La tombe du puits de l'ancien charbonnage de Halette.

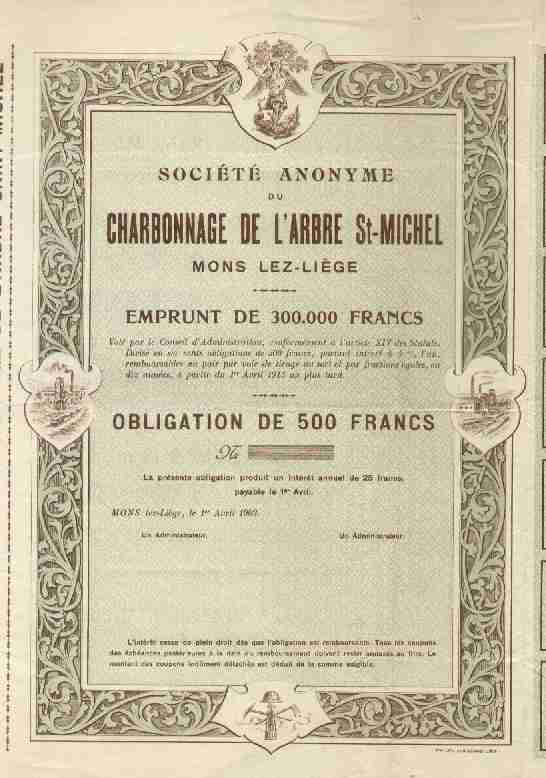
Obligation de la Société du Charbonnage de l'Arbre Saint-Michel.

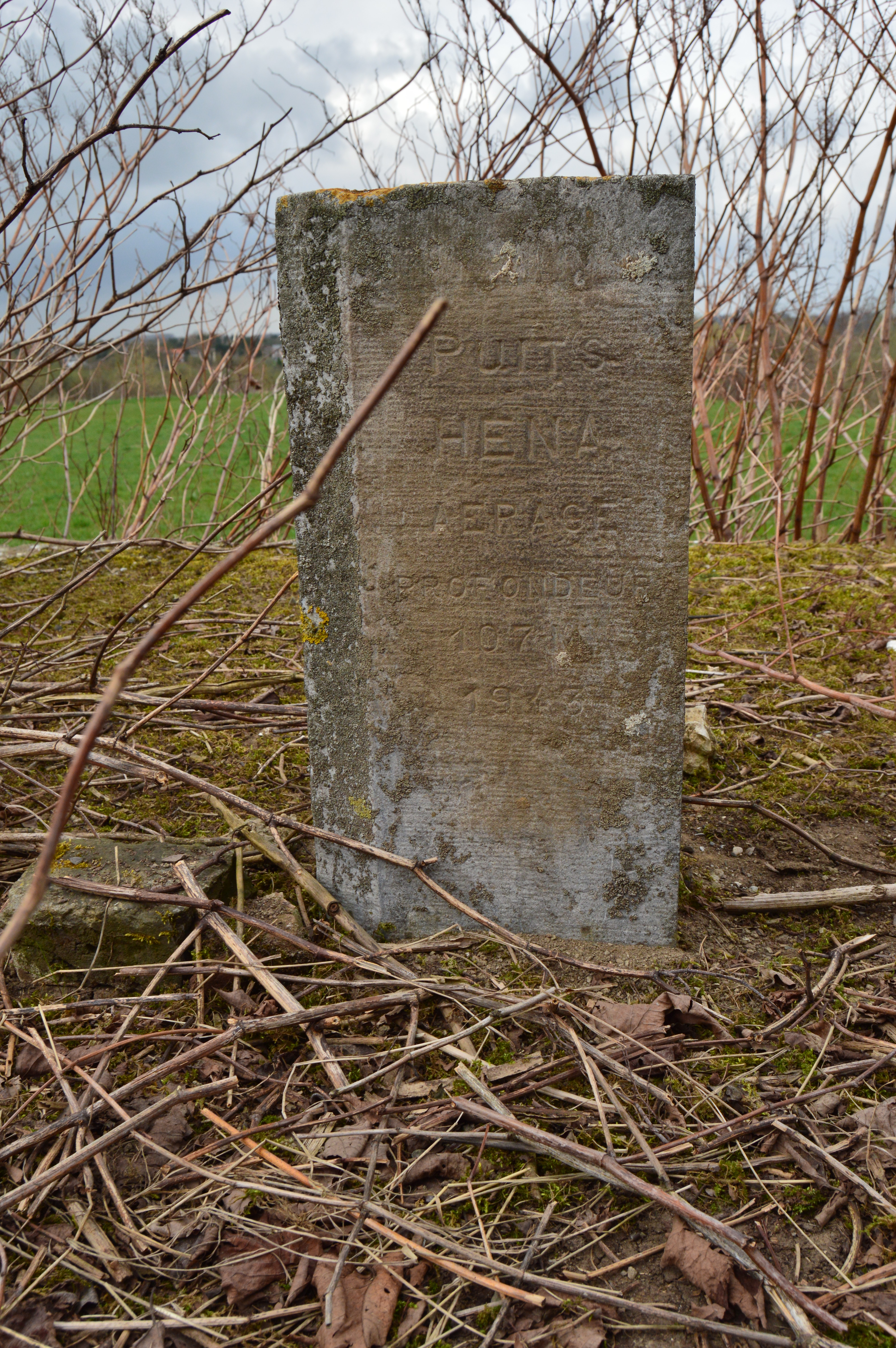
Tombe du puits d'aréage du Héna.

La Société anonyme des Nouveaux Charbonnages de l'Arbre Saint-Michel est une ancienne société charbonnière de la région de Liège, dont la concession se situait en amont de Liège en rive gauche de la Meuse sur les territoires des anciennes communes de Flémalle, Saint-Georges-sur-Meuse, des Awirs et de Mons-lez-Liège, dorénavant essentiellement Flémalle,. La concession se trouvait à l'ouest de celle de la Société anonyme des Charbonnages de Gosson-Kessales et à l'est de celle de la Société anonyme des Charbonnages de la Meuse.

## Histoire
La première concession de l' Arbre Saint-Michel à Mons-lez-Liège date de 1803, accordée sous le Régime français à la Famille Géradon.  La concession est confirmée en 1829 à l'époque du royaume uni des Pays-Bas en 1829. Une extension de la concession est accordée en 1859.
La société moderne, la Société anonyme du Charbonnage de l'Arbre Saint-Michel est constituée le 25 avril 1900. Des différentes fosses exploitant la concession, seule est alors conservée celle de Halette. La Société rachète en 1903 la concession du Bois d'Othet et en 1907 celle de Cowa. Une fosse est ouverte au Bois d'Othet (Cahottes) en 1914.
En 1919, la Société reprend les concessions de Héna, Tincelle, Dos et Mallieue. Mallieue / Surface ferme en 1921 et Tincelle / Noiset en 1925,. Et en 1922, la Société acquiert la concession Pays de Liège auparavant exploitée par la Houillère du Bois des Moines (ou Horion) et ses 835 ha. Cette dernière appartint au XIXe siècle à la Société anonyme des Charbonnages de Sart d'Avette et Bois des Moines, puis à la Société anonyme des Charbonnages du Nord de Flémalle qui crée une exploitation en 1903, reprise en 1908 par la Société anonyme des Charbonnages du Pays de Liège.
Mais à cause de la crise économique, le siège du Bois d'Othet ferme en 1931. L'entreprise cesse définitivement son activité fin 1932. Le siège du Bois des Moines est détruit en 1935. La concession est cependant toujours occasionnellement exploitée, et notamment pendant la Seconde Guerre mondiale à Cowa. En 1941, une nouvelle société, la Société coopérative des Nouveaux Charbonnages de l'Arbre Saint-Michel se constitue et reprend les extractions par le puits Halette, sur la concession dont la superficie est à cette époque de 2.878 ha. Elle redevient société anonyme le 30 novembre 1942 sous l'appellation Société anonyme des Nouveaux Charbonnages de l'Arbre Saint-Michel. Installations de surface et puits sont restaurés. Mais sous perfusion d'aides d'État, la Société ne put redevenir rentable et cessera définitivement ses activités en 1949.

## De nos jours
Il reste une belle-fleur en béton sur le site Halette. Elle surplombe le puits, muré d'une tombe. Le site est utilisé comme parking d'hivernage par des forains. Le site du Bois des Moines a été entièrement détruit. Il est occupé par des bois et un centre hippique. Divers vestiges seraient encore présents. Le site Héna a été entièrement détruit et rasé, mais les tombes des puits subsistent, de même que le terril arasé.
Il reste une borne sur le puits d'aération de Tincelle, à côté d'anciens bâtiments du charbonnage reconvertis en habitation. Les installations restantes ont été englouties dans l'effondrement du puits d'exploitation. Le siège Mallieue / Surface a été démantelé, le terril surplombant est largement boisé. La concession a été retirée sur base du régime de la procédure simplifiée en 1997.

## Géolocalisation approximative des anciens sites d'exploitation[1]
- Siège administratif :
  - Bois des Moines : 50° 35′ 59″ N, 5° 25′ 31″ E
  - Bois d'Otheit / Cahottes
  - Cowa : 50° 36′ 27″ N, 5° 25′ 00″ E
  - Dos : 50° 35′ 10″ N, 5° 23′ 15″ E
  - Hallette : 50° 37′ 27″ N, 5° 27′ 04″ E
  - Héna : 50° 35′ 40″ N, 5° 23′ 34″ E
  - Mallieue : 50° 34′ 35″ N, 5° 22′ 29″ E
  - Tincelle : 50° 35′ 17″ N, 5° 22′ 54″ E

## Terrils[8],[9]
- Bois des Moines - 50° 35′ 57″ N, 5° 25′ 32″ E - (aménagé)
- Halette - 50° 37′ 34″ N, 5° 26′ 59″ E - (inexploité)
- Héna - 50° 35′ 41″ N, 5° 23′ 29″ E - (aménagé)

## Sources
- André De Bruyn, Anciennes Houillères de la région liégeoise, Liège, Dricot, 1988, 208 p. (ISBN 2-87095-058-6)
- Claude Gaier, Huit siècles de houillerie liégeoise, histoire des hommes et du charbon à Liège, Liège, Éditions du Perron, 1988, 261 p. (ISBN 2-87114-031-6)